# Ateles geoffroyi geoffroyi
El mono araña nicaragüense (Ateles geoffroyi geoffroyi) es una subespecie de mono araña de Geoffroy, un tipo de mono del Nuevo Mundo, de América Central. Es nativo de Nicaragua y partes de Costa Rica. Está clasificado como en peligro crítico en la Lista Roja de la IUCN.

## Taxonomía
El mono araña nicaragüense es una subespecie del mono araña de Geoffroy. Fue descrito por primera vez por el zoológico alemán Heinrich Kuhl en 1820. La población en la península de Guanacaste en Costa Rica y gran parte de Nicaragua es considerada por algunos zoólogos, incluido John Edward Gray, como una subespecie separada, frontatus.

## Distribución y hábitat
El mono araña nicaragüense es nativo de Nicaragua y partes de Costa Rica. Está clasificada como en peligro crítico en la Lista Roja de la UICN debido al continuo declive de los hábitats y de la población.